# Serpent de Manlleu
El Serpent de Manlleu és un relat llegendari propi de la ciutat de Manlleu (Osona) que descriu com una serp que vivia al bosc de la Devesa, prop del nucli urbà, que tenia una llarga cabellera i un diamant gros i lluent al cap, que només es treia per anar a abeurar-se al riu. Un noi, que volia aconseguir el diamant va estudiar els costums de l'animal i quan el serpent deixà el diamant, l'agafà i sortí corrent. Veient que el serpent el perseguia va entrar dins una casa i va amagar el diamant en un morter l'inrevés, per tal que el serpent no el pogués agafar. Llavors l'animal entrà a la casa i va enrotllar enrotllar el seu cos al morter estrenyent-lo fins que mor exhausta per l'esforç.
La llegenda és recollida de diverses fonts orals en forma de cançó de la qual es conserva a l'Arxiu de l'Obra del Cançoner Popular una transcripció manuscrita del poeta Jacint Verdaguer i que altres autors com Marià Aguiló i Fuster, Manuel Milà i Fontanals i Joan Amades que la van recollir en les seves obres.
La recuperació i posterior 
representació en les activitats festives manlleuenques es va desenvolupar al llarg de la segona meitat del segle xx. L'Ajuntament de Manlleu pretenia
instal·lar un monument al·lusiu al serpent al passeig del Ter que va generar certa controvèrsia i que no va passar de ser un projecte sense finalitzar. L'any 1983, l'Ajuntament de Manlleu va editar un llibret amb les diverses versions de la llegenda, recollides de fonts orals per Toni Donada que en va ser l'autor.
El 14 d'agost de 2006, dins els actes de celebració de onzè centenari de la consagració de l'església parroquial de Santa Maria, es va organitzar una gran espectacle en honor de la llegenda; des d'aleshores, coincidint amb la Festa major, se celebra la Festa del serpent on es fa un sopar davant de la Devesa i es menja el pa del serpent (un pa amb forma del serpent) i una pasta de te amb forma del serpent. Després es representa la llegenda, en una cercavila que finalitza a la plaça Fra Bernadí amb un espectacle de llums i foc. Després es representa la llegenda i es fa un espectacle de llums i foc.